# Нижнепетропавловское
Нижнепетропавловское — село в Красноармейском районе Челябинской области России. Входит в состав Русско-Теченского сельского поселения.

## География
Село находится на северо-востоке Челябинской области, в лесостепной зоне, на берегах реки Течи, на расстоянии 62 километров (по прямой) к северо-востоку от села Миасского, административного центра района. Абсолютная высота 132 метра над уровнем моря.

## Население
| 2002 | 2010 |
| ---- | ---- |
| 335  | ↘307 |

Гендерный состав
По данным Всероссийской переписи населения 2010 года в гендерной структуре населения мужчины составляли 49,5 %, женщины — 50,5 %.
Национальный состав
Согласно результатам переписи 2002 года, в национальной структуре населения русские составляли 90 %.

## Улицы
Уличная сеть села состоит из шести улиц и четырёх переулков.